# Ritratto d'uomo (Andrea del Sarto)
Il Ritratto d'uomo è un dipinto a olio su tela (trasferito da tavola) dell'artista italiano Andrea del Sarto, databile al 1528-1529 circa. Oggi il dipinto fa parte della collezione del Metropolitan Museum of Art di New York (Stati Uniti d'America).

## Storia
Il dipinto venne realizzato da Andrea del Sarto nell'ultima fase della sua vita, in un periodo databile tra il 1528 e il 1529.
Non si conoscono le vicende successive alla sua creazione, ma nel 1905 il dipinto si trovava ancora in Italia, a Firenze, per poi essere venduto nel 1912 alla Gimpel & Wildenstein di New York, che custodì il quadro almeno fino al 1915, per poi passare successivamente in mano ad altri proprietari, rispettivamente alla Sig.ra Morton F. Plant, in seguito alla Sig.ra William Hayward, poi alla Sig.ra John E. Rovensky, che lo tenne sino al 1956. Il 16 gennaio 1957 il dipinto venne venduto come un Andrea del Sarto a Jack e Belle Linsky e rimase nella loro collezione sino al 1982, quando la Fondazione Jack e Belle Linsky donò il quadro al Metropolitan Museum of Art di New York, dove si trova tutt'oggi.
L'attribuzione al Sarto risale solo agli inizi del XX secolo, sebbene ci siano stati altri tentativi di attribuzione, come quella a Santi di Tito da parte di Sydney Joseph Freedberg nel 1963 o quella a Francesco Salviati, allievo del Sarto, da parte di John Shearman nel 1965. Tuttavia, dopo la donazione al Met, nel 1983 il dipinto venne ripulito e in quell'occasione Freedberg riconsiderò la sua attribuzione, considerandolo un'opera tarda del Sarto. Nel 1984 venne ipotizzato da Keith Christiansen, che lo attribuì al Sarto e lo datò tra 1528 e il 1530, una tesi basata  sull'abbigliamento semplice del soggetto, che suggerisce un ruolo accademico o ecclesiastico, secondo la quale il personaggio ritratto sarebbe un canonico pisano e amico intimo dell'artista. La tesi si basa su quanto scritto nella biografia dedicata all'artista da Giorgio Vasari, che infatti scrisse:
(Giorgio Vasari)
In seguito il dipinto è stato sempre attribuito al Sarto, tranne in alcuni eccezioni come quella di Philippe Costamagna, che in una lettera a Keith Christiansen del 16 maggio 1984 afferma che lui e Anne Fabre attribuiscono il dipinto a Iacopino del Conte, datandolo intorno al 1535-1537 e asserendo di aver condiviso questo punto di vista con Federico Zeri, che lo ha accolto con entusiasmo.

## Descrizione
L'opera è un dipinto a olio su tela, trasferito dall'originaria tavola solo successivamente, che misura 66.7 cm in altezza e 50.5 cm in larghezza.
Su sfondo verde si staglia centralmente e di profilo l'uomo del ritratto, con la testa girata verso la sua sinistra a guardare l'osservatore esterno del dipinto. Il modello indossa una berretta, un copricapo a quattro punte, e una veste grigio-bluastra che gli fanno assumere l'aspetto di un  ecclesiastico o un accademico. L'uomo tiene nella mano destra, l'unica visibile, un piccolo libriccino di poesie (forse di Petrarca, un petrarchino come nella sartesca Dama col Petrarchino) o un libriccino di preghiere.